# Giovanni Nicotera
Giovanni Nicotera (9 de septiembre de 1828 - 13 de junio de 1894) fue un político italiano. Su apellido se pronuncia /niˈkɔːtera/, con el acento en la segunda sílaba.

## Biografía
Giovanni Nicotera nació en Sambiase, Calabria, en el Reino de las Dos Sicilias. Se unió al movimiento encabezado por Giuseppe Mazzini denominado Giovine Italia ("Joven Italia"). Estuvo entre los combatientes en Nápoles en mayo de 1848 y luchó con Garibaldi durante la República de Roma (1849). Después de la caída de Roma huyó al Piamonte. En 1857 participó en la expedición a Sapri, dirigida por Carlo Pisacane, pero poco después de su desembarco fueron derrotados y él cayó gravemente herido por las tropas borbónicas.
Condenado a muerte, fue indultado gracias a la intervención del ministro británico. Permaneció prisionero en Nápoles y en Favignana hasta 1860, cuando se unió a Garibaldi en Palermo . Enviado por Garibaldi a Toscana, intentó invadir los Estados Pontificios con una brigada de voluntarios, pero sus seguidores fueron desarmados y disueltos por Ricasoli y Cavour . En 1862 estuvo con Garibaldi en Aspromonte ; en 1866 comandó una brigada de voluntarios contra Austria ; en 1867 invadió los Estados Pontificios desde el sur, pero la derrota de Garibaldi en Mentana puso fin a su empresa.
Su carrera parlamentaria se inició en 1860. Durante los primeros diez años fue miembro de una vehemente oposición. Sin embargo, a partir de 1870 cambia y se une al Gobierno. Apoya las reformas militares de Ricotti, y con el advenimiento de la izquierda en 1876, Nicotera se convirtió en ministro del Interior. Se vio obligado a dimitir en diciembre de 1877, cuando se unió a Crispi, Cairoli, Zanardelli y Baccarini para formar la "pentarquía", en oposición a Depretis, pero no volvió al poder hasta trece años después, esta vez como ministro del Interior en el gabinete Rudinì de 1891. En esta ocasión restauró el sistema de distritos electorales, resistió la agitación socialista y presionó, aunque en vano, para que se adoptaran medidas drásticas contra los billetes falsos puestos en circulación por la Banca Romana. Cayó con el gabinete de Rudini en mayo de 1892 y murió en Vico Equense, cerca de Nápoles, en junio de 1894.

## Homenajes
Giovanni Nicotera fue el nombre de un destructor de la Regia Marina italiana, botado en 1926 y dado de baja en 1940.
| Predecesor: - | {{{título}}} {{{período}}} | Sucesor: - |

| Predecesor: - | {{{título}}} {{{período}}} | Sucesor: - |